# Busafutóformák

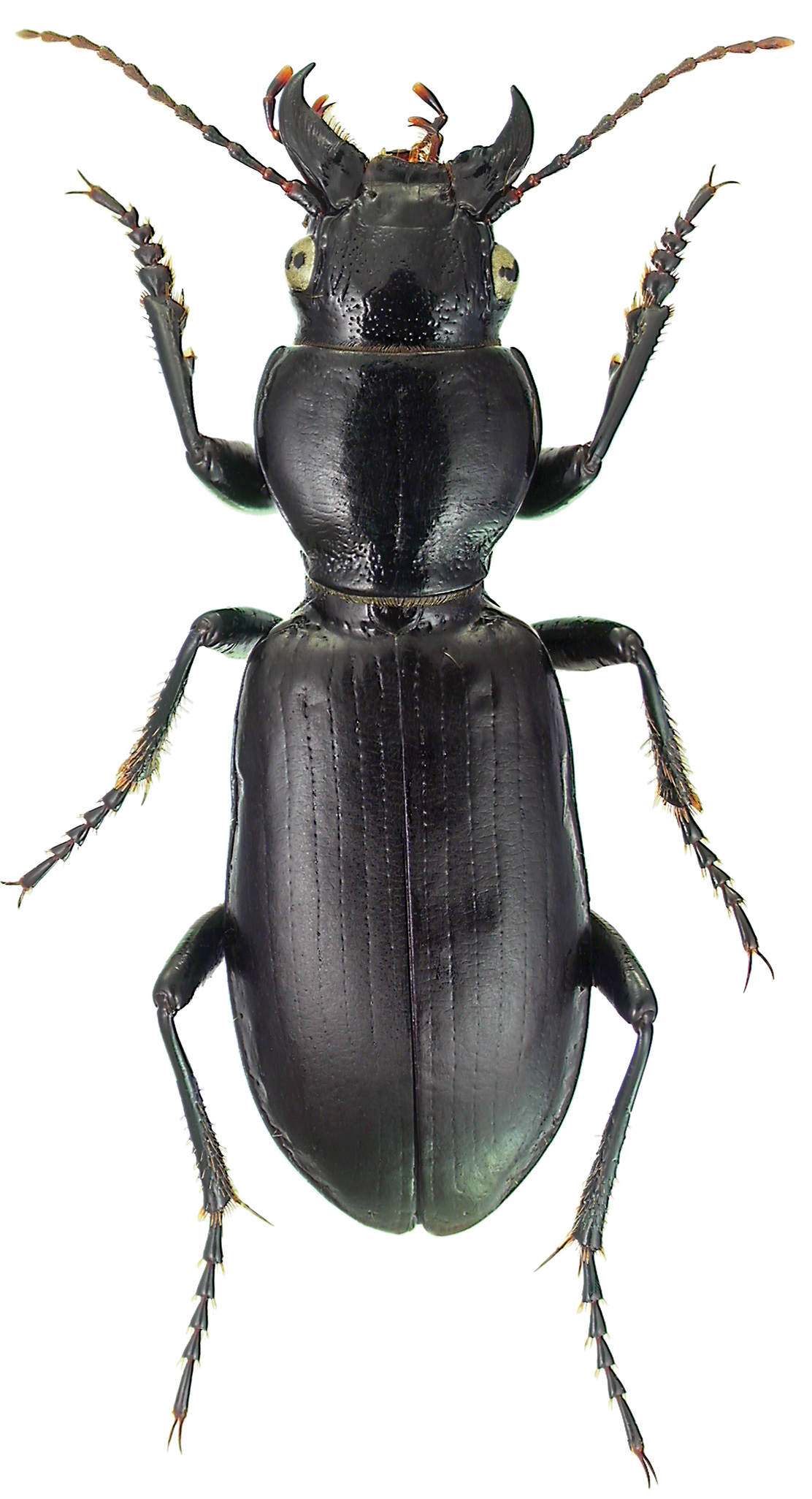
Közönséges busafutó (Broscus cephalotes)

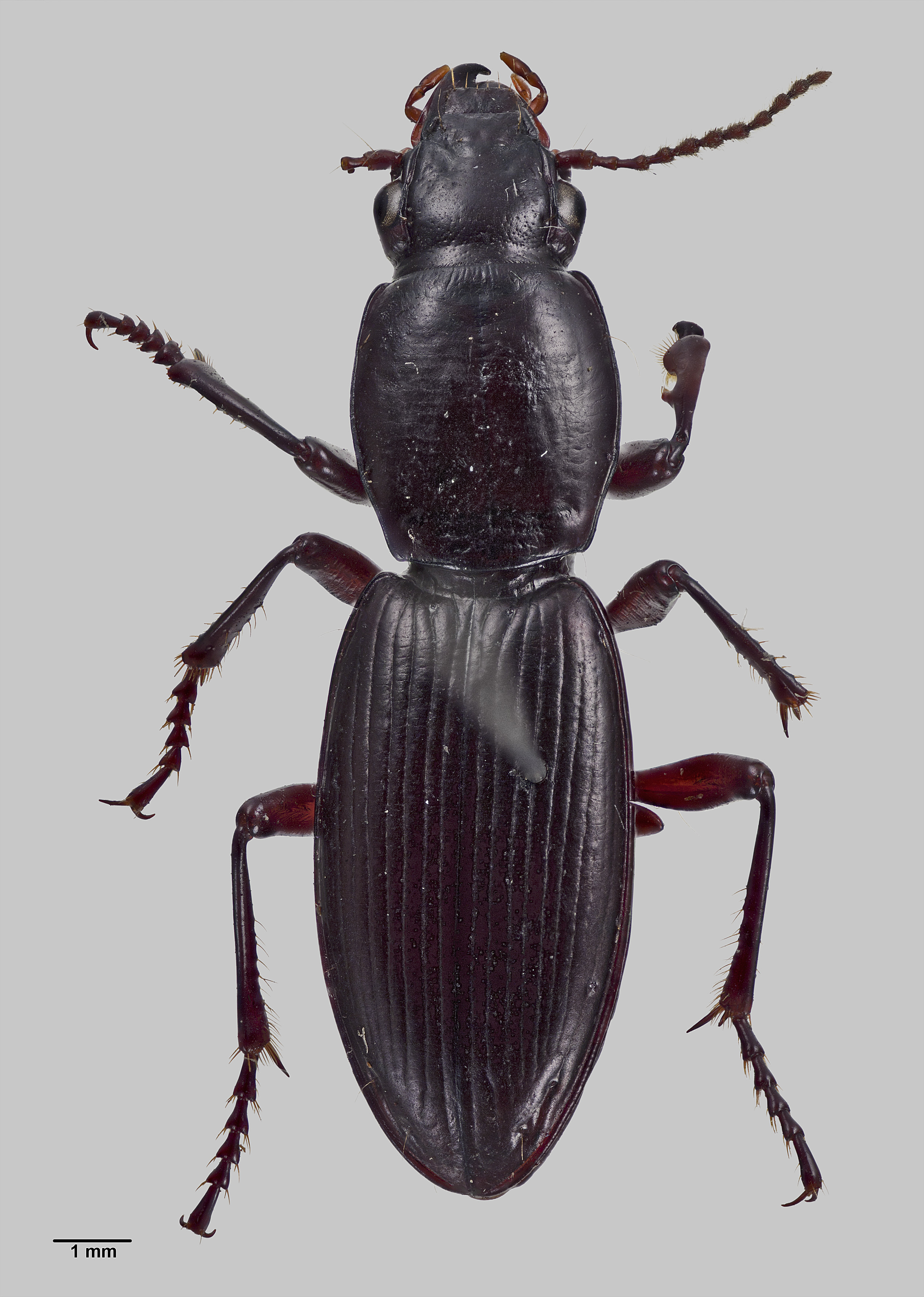
Bountya insularis

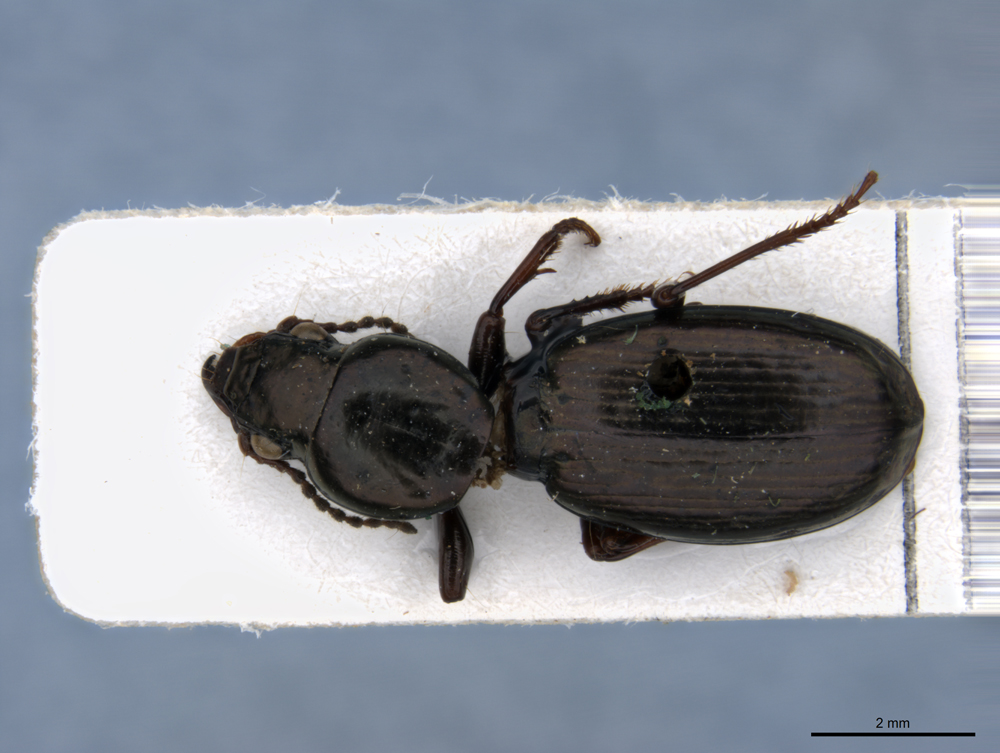
Acallistus cuprescens

A busafutóformák (Broscinae) a ragadozó bogarak (Adephaga) alrendjébe sorolt futóbogárfélék (Carabidae) családjának egyik alcsaládja egy nemzetség 37 nemével.

## Származásuk, elterjedésük
Magyarországon az alcsalád egy faja honos:
- közönséges busafutó (Broscus cephalotes) L., 1758